# Missionari servi della Santissima Trinità

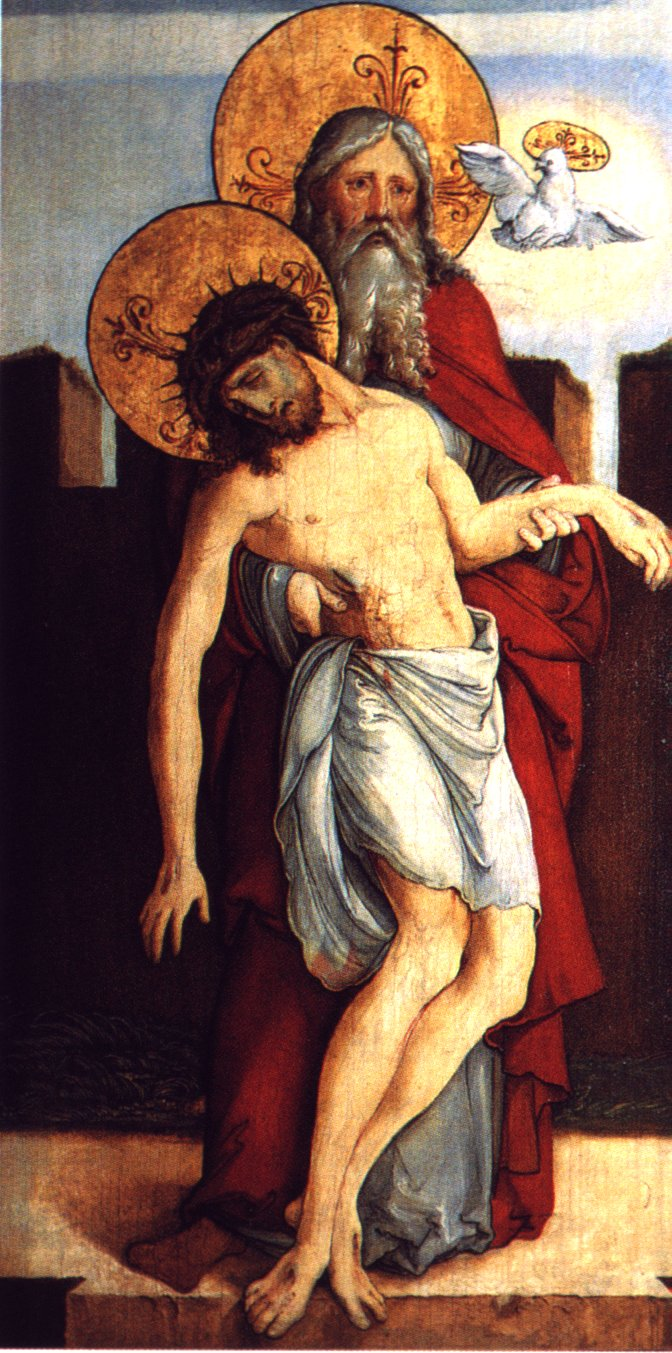
La Santissima Trinità: opera di anonimo tedesco del XVI secolo

I missionari servi della Santissima Trinità (in latino Congregatio Missionariorum Servorum Sanctissimae Trinitatis, in inglese Missionary Servants of Most Holy Trinity) sono un istituto religioso maschile di diritto pontificio: i membri di questa congregazione clericale pospongono al loro nome la sigle M.S.SS.T. o S.T.

## Storia
L'istituto venne fondato da padre Thomas Augustine Judge (1868-1933), della Congregazione della missione: nel 1916 venne nominato superiore dei lazzaristi di Opelika, in Alabama, e fece arrivare da Brooklin, dove aveva prestato servizio in precedenza, un gruppo di volontari laici che supportasse i sacerdoti nella loro opera, soprattutto nel servizio alle comunità di immigrati.
La fraternità aprì una scuola e un dispensario medico; alcuni membri iniziarono a condurre vita comune e il 22 gennaio 1921 Edward Allen, vescovo di Mobile, approvò formalmente la loro forma di vita. Thomas Toolen, successore di Allen, eresse la comunità in congregazione di diritto diocesano e il 24 aprile 1958 l'istituto ricevette il pontificio decreto di lode (con il medesimo atto la Santa Sede approvò provvisoriamente anche le sue costituzioni).
Esiste anche la congregazione femminile delle ancelle missionarie della Santissima Trinità.

## Attività e diffusione
I missionari servi della Santissima Trinità sono particolarmente dediti alla promozione delle encicliche sociali e alla difesa della religione dalla propaganda anticattolica: sono attivi soprattutto nelle zone dove è forte il proselitismo dei nuovi culti.
Sono presenti negli Stati Uniti d'America, a Porto Rico, in Messico, in Colombia e in Costa Rica: il superiore della congregazione, che porta il titolo di "custode generale", risiede ad Arlington (in precedenza la sede generalizia era a Cleveland).
Al 31 dicembre 2005, l'istituto contava 36 case e 143 membri (90 dei quali sacerdoti) .